# Агекян Татеос Артемович
Агекян Татеос Артемович (12 травня 1913 — 16 січня 2006) — радянський астроном. У 1938 році закінчив Ленінградський університет. Викладав у середній школі (1938—1941), учасник Великої Вітчизняної війни (1941—1945). З 1946 року працював у Ленінградському університеті (з 1963-го — професор).
Основні наукові роботи присвячені проблемам зоряної динаміки, зоряної статистики і небесної механіки. Детально розглянув питання про роль дифузної матерії в проблемах зоряної динаміки. Отримав математичний вираз для прискорення зірки при її взаємодії з системою пилових хмар, враховуючи при цьому гравітаційні сили і сили світлового тиску. Показав, що явище зростання залишкових швидкостей зір спектральних класів O і B при переході від ранніх підкласів до пізніших пояснюється прискоренням, що отримується гарячими гігантами в результаті їх взаємодії з дифузною матерією. Розглянув сумісний вплив скупчення галактик і клочковатості поглинаючої матерії на видимий розподіл галактик. Розробив метод дослідження кінематики Галактики за профілями радіолінії нейтрального водню на довжині хвилі 21 см. Вивчав еволюцію квазістаціонарних систем гравітуючих тіл, що обертаються. Запропонував метод вивчення властивостей руху в полі заданого потенціалу за допомогою градієнтів поля напрямів. Уточнив поняття компланарності в кратних системах зірок і зробив ряд висновків про зміну компланарності в процесі еволюції. Розглянув деякі загальні закономірності еволюції систем гравітуючих тіл, що обертаються.
Автор монографії «Зорі, галактики, метагалактика» (3-тє видання, 1981), книг з питань застосування теорії ймовірностей і математичної статистики до астрономії, автор низки розділів «Курсу астрофізики і зоряної астрономії» (1951).

## Основні публікації
- Динамика прохождения звезд сквозь пылевые облака // Доклады АН СССР. 1950. Т. 71. № 2. Общие черты эволюции вращающихся систем гравитирующих тел // Астрономический журнал. 1960. Т. 37. № 2.
- Об учете кратности звездных сближений в теории иррегулярных сил // Астрономический журнал. 1961. Т. 38. № 6.
- Курс астрофизики и звездной астрономии. Т. 2. М., 1962.
- Вращение Галактики по данным радионаблюде-ний // Астрономический журнал. 1964. Т. 41. № 6 (в соавторстве).
- Звезды. Галактики. Метагалактики. 1-е изд. Л., 1966 (3-е изд. — М., 1981); перекладена на англ., італ. і румунську мови
- Основы теории ошибок для астрономов и физиков. М., 1970 (Пер. на япон. мову).
- Теория вероятностей для астрономов и физиков. М., 1974.
- Диссипация звездных скоплений, образование корон и движущихся скоплений // Астрономический журнал. 1979. Т. 56. № 1 (в соавторстве).
- Метод исследования структуры наблюдаемого поля Галактики и Метагалактики // Вестн. Ленингр. ун-та. 1982. № 19.
- Функция светимости звезд окрестности Солнца // Письма в Астрономический журнал. 1997. Т. 23. № 12 (в соавторстве).
- Основная система уравнений в поле ротационно-симметричного потенциала // Письма в Астрономический журнал. 2003. Т. 29. № 5.